# Anochetus subcoecus
Anochetus subcoecus is een mierensoort uit de onderfamilie van de Ponerinae. De wetenschappelijke naam van de soort is voor het eerst geldig gepubliceerd in 1912 door Auguste Forel.